# (37459) 6037 P-L
6037 P-L (asteroide 37459) é um asteroide da cintura principal. Possui uma excentricidade de 0.22256440 e uma inclinação de 10.21012º.
Este asteroide foi descoberto no dia 24 de setembro de 1960 por Cornelis Johannes van Houten e Ingrid van Houten-Groeneveld e Tom Gehrels em Palomar.